# Hubleska
Hubleska, nebo Bílov-Hubleska je vodní nádrž nebo rybník postavený v roce 2001 na soutoku potoků Jablůňka a Hubleska, patřící do povodí řeky Bílovka a povodí veletoku Odra. Leží na území vesnice Bílov v okrese Nový Jičín v Moravskoslezském kraji. Nachází se také v Těškovické pahorkatině patřící do pohoří Vítkovská vrchovina, v přírodním parku Oderské vrchy a v Horním Slezsku.

## Další informace
Každoročně se na Hublesce koná Jarní otvírání vody s rybářskými závody, které se stálo populární akcí. Kolem vodní nádrže vede křížová cesta Bílovec s netradičními ocelovými zastaveními a cyklotrasa Kravařsko. Hubleska je vhodná pro přírodní koupání. Místo je celoročně volně přístupné.